# Ichneumon sublutus
Ichneumon sublutus är en stekelart som beskrevs av Cameron 1885. Ichneumon sublutus ingår i släktet Ichneumon och familjen brokparasitsteklar. Inga underarter finns listade i Catalogue of Life.